# 玛格丽顿高坡
玛格丽顿高坡是埃森市南部的一个城区，得名于玛格丽特·克虏伯。它的中心是玛格丽顿高坡居民区，被认为是德国的第一座花园城市。 
这片115公顷大，由玛格丽特克虏伯基金会管理的居民区被视作人类宜居地的典范。它拥有935座建筑共计超过3092间单元住房。有50公顷的区域被规划为无建筑林地。

## 区徽

玛格丽顿高坡的区徽

## 交通网线
如今玛格丽顿高坡是埃森市城铁U17线的南部终点。在玛格丽顿高坡站可换乘巴士169路。两者均由埃森交通股份有限公司运营。

## 杂项
一座学生宿舍位于本区域中，地址为Sommerburgstr. 157，紧邻地铁17号线终点站玛格丽顿高坡。此宿舍内各房间面积14平方米起，内部拥有私人独立盥洗池，并标配有冰箱、衣柜、书桌、床、沙发椅等基础生活用具。其中位于一层的118房间更是位于该地巴士站的正后方。